# In My Memory
Albums de Tiësto
Just Be
(2004)
In My Memory est le premier album solo du disc jockey, producteur et compositeur néerlandais Tiësto. Sorti le 15 avril 2001, cet album de trance est réalisé avec la participation des chanteuses Jan Johnston, Nicola Hitchcock (en) et Kirsty Hawkshaw.

## Liste des pistes
| 1. | Magik Journey   | Tiësto, Geert Huinink (en)    | 9:58 |
| 2. | Close to You    | Tiësto, Sarah Bettens         | 5:01 |
| 3. | Dallas 4 PM     | Tiësto                        | 6:43 |
| 4. | In My Memory    | Tiësto, Nicola Hitchcock (en) | 6:07 |
| 5. | Obsession       | Tiësto, Tom Holkenborg        | 9:07 |
| 6. | Battleship Grey | Tiësto, Kirsty Hawkshaw       | 5:13 |
| 7. | Flight 643      | Tiësto                        | 9:01 |
| 8. | Lethal Industry | Tiësto                        | 6:46 |
| 9. | Suburban Train  | Tiësto, Ronald van Gelderen   | 8:26 |

## Certification
NVPI :  Or (2006)